# Telefon stacjonarny

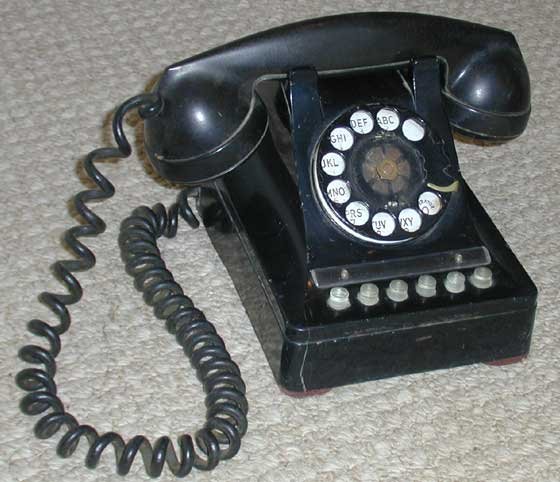
Telefon stacjonarny z tarczą numeryczną

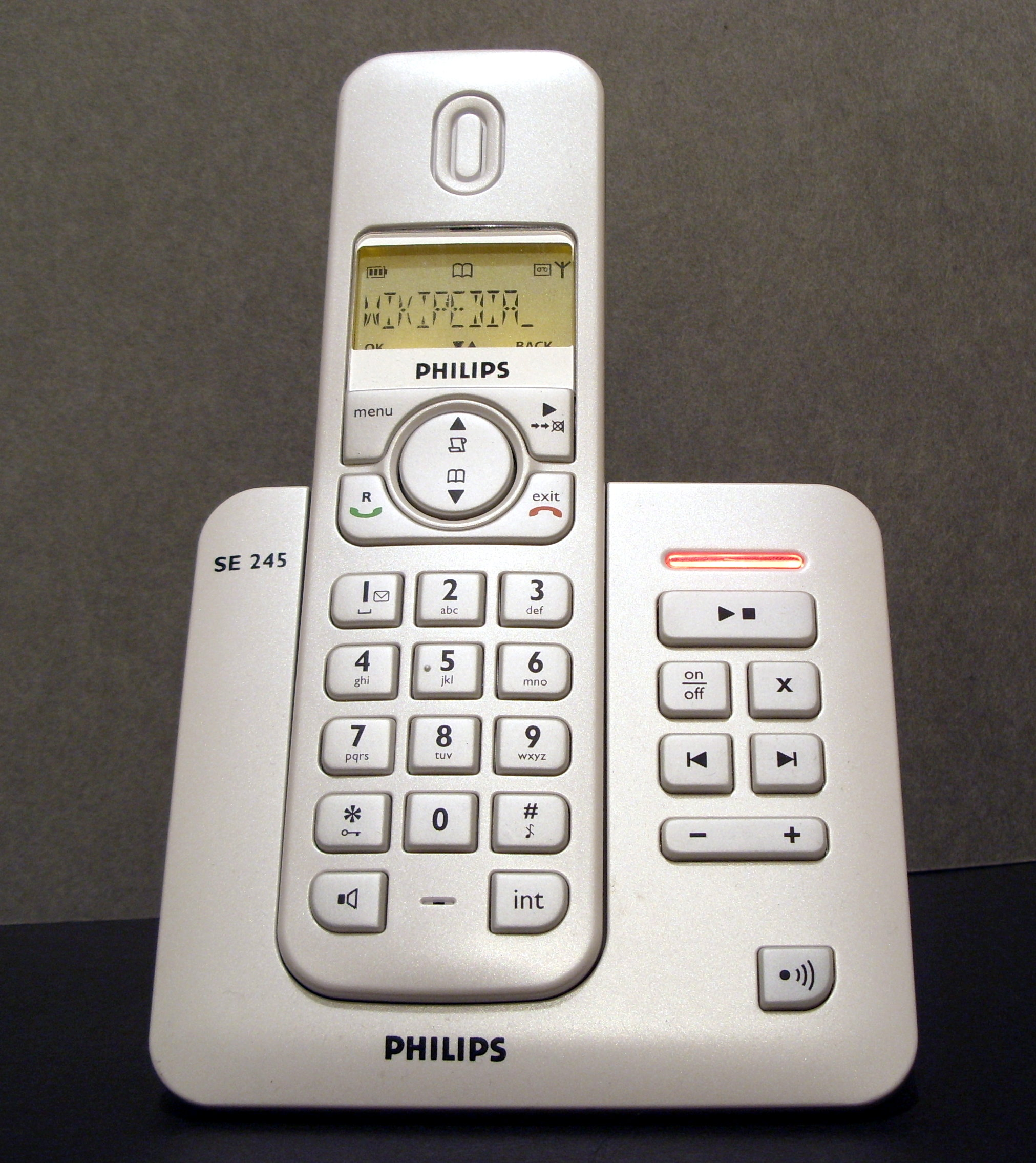
Współczesny stacjonarny bezprzewodowy aparat telefoniczny

Telefon stacjonarny – telefon, który jest związany na stałe z danym konkretnym miejscem, w którym jest zainstalowany. Oznacza to, że jest on np. przyłączony do linii za pomocą przewodu telefonicznego (w Polsce najczęściej wtykiem WT-4). Numer takiego telefonu nie jest związany z konkretnym aparatem telefonicznym, ale z konkretnym miejscem przyłączenia. Przykładem takiego telefonu jest tradycyjny telefon analogowy z XX wieku.